# Francesca Gargallo
Francesca Gargallo di Castel Lentini Celentani (Siracusa, 25 novembre 1956 – Città del Messico, 3 marzo 2022) è stata una scrittrice e poetessa messicana di origine italiana che ha sviluppato i suoi lavori principalmente in spagnolo. Ha pubblicato romanzi, romanzi di fantascienza, poesie, racconti per bambini, saggi sulle idee del femminismo latinoamericano e messicano, sulle arti visive, sull'estetica. Ha collaborato a riviste come Proceso, Cuadernos Americanos, Bersaglio mobile, Pensieri e faccende. È stata anche traduttrice.

## Biografia
Di origini siciliane, figlia del marchese Gioachino, studiò filosofia alla Sapienza di Roma. Andò in Messico nel 1979 per completare gli studi post-laurea in studi latinoamericani presso l'Università Nazionale Autonoma del Messico. E rimase talmente affascinata da quei luoghi, da volere restare in Messico.
Nel 1980 pubblicò il suo primo libro di racconti in italiano, Le tre Elene. In quel periodo  i suoi primi articoli, interviste e reportage su letteratura, arte e storia, con temi culturali e femministi, circolarono su giornali e riviste a Città del Messico. Iniziò anche a  pubblicare storie in spagnolo entrando a far parte del gruppo letterario El Alfil Negro, promosso da Luis de la Torre e frequentato da scrittori di fama come Eduardo Lizalde o come esordienti come Luis Francisco Acosta, Melba Guariglia, Anabel Yebra, Ángel Mario Trías, Leonardo Da Jandra, Ricardo Chavez Castañeda.
Dagli anni '80  fece parte dei movimenti femministi messicani e latinoamericani, in cui lavorò con collettivi femministi autonomi, donne indigene e popolari, dissidenti sessuali e attivisti per i diritti umani. Nel 2002 fu la fondatrice delle lauree in Filosofia e Storia delle Idee e in Letteratura e Creazione Letteraria presso l'Università Autonoma di Città del Messico (UACM). Nel 2009, lei e l'attivista Norma Morgrovejo inaugurarono il Seminario sul Femminismo Nuestroamericano come materia del Master in Difesa e Promozione dei Diritti Umani all'Università Autonoma di Città del Messico (UACM).
Gargallo morì per un tumore il 3 marzo 2022 all'età di 65 anni.

## Opere selezionate

### Romanzi
- Al paso de los días, Editorial Terracota, Ciudad de México, 2013
- Marcha seca, Ediciones Era, México, 1999 ISBN  9684114540
- La decisión del capitán, Ediciones Era, México, 1997  ISBN 9684114133
- Los pescadores del Kukulkán, Aldus, Messico, 1995 ISBN 9686830413
- Estar en el mundo, Ediciones Era, México, 1994 ISBN 9684113579
- Calla mi amor que vivo, Ediciones Era, México, 1990 ISBN 9684113277
- Días sin Casura, Leega Literaria, Messico, 1986 ISBN 9684950357 .
- Días sin Casura, edizione digitale di Ars Longa, Messico, 2011 ISBN digitale: 6326

### Poesía
- Se prepara a la lluvia la tarde, Ediciones sin Nombre, México, 2014 ISBN 9786079413026
- A manera de retrato una mujer cruza la calle, Universidad Autónoma Metropolitana. México, 1990 ISBN 9688406295
- Hay un poema en el mundo, Editorial Oasis, Col. Los Libros del Fakir, México, 1986
- Itinerare, Lo Faro, Roma, 1980

### Storia
- Verano con lluvia, Ediciones Era, México, 2003 ISBN 9789684115552
- Le tre Elene (in italiano), Edicoop, Roma, 1980

### Storia per bambini
- El ruido de la música, Editorial Progreso, ilustraciones: Efrén Santos, México, 2005 ISBN 9789706415905
- Los amigos de la coyota risueña y loca – Tu’kue bene nha bayix nna bekw’ya nholh xhill’lhall, Editorial Del Rey Momo, FONCA traduzione in zapoteco: Marío Molina Cruz; illustrazioni: Guillermo Scully; México, 1996
- Paseando con Cayetano – A Walk with Cayetano, illustrazioni di Georgeanne; traduzione in inglese di  Clare Joysmith; Editorial Del Rey Momo, FONCA, México, 1993

## Saggi (selezione)
- Idee femministe latinoamericane (in italiano), Edizioni Arcoiris, Salerno, Italia, traduzione e cura di Giovanna Minardi. 2016 ISBN 978-88-96583-95-1
- Feminismos desde Abya Yala. Ideas y proposiciones de las mujeres de 607 pueblos en nuestra América, Editorial Desde Abajo, Colección Pensadoras latinoamericanas, Bogotá, Colombia, 2012 ISBN 978-958-8454-59-7. Altre edizioni in Argentina, Cile, Bolivia e Messico, con prefazioni differenti. Nel 2015 fu pubblicato dalla Universidad Autónoma de la Ciudad de México, ISBN 978-607-7798-91-0
- (a cura) Antología del pensamiento feminista nuestroamericano (2010), con la collaborazione di diversi altri autori.[10]
- “Intentando acercarme a una razón narrativa”, nella rivista Intersticios. Filosofía, arte, religión, Universidad Intercontinental, Città del Messico, anno 8, n.19, 2003 ISSN 2001-6425[11]
- Ideas feministas latinoamericanas , Universidad Autónoma de la Ciudad de México, 2004 ISBN 9786077798842
- Saharauis. La sonrisa del sol ,Fundación Editorial el Perro y la Rana, Caracas, Venezuela, 2006
- Garífuna, Garínagu, Caribe , Siglo XXI/ UNESCO/ Governo di Quintana Roo, Messico, 2002 ISBN 9789682323652
- Tan derechas y tan humanas. Manual ético de los derechos humanos de las mujeres, Academia Mexicana de Derechos Humanos, Messico, 2000

## Storia e critica dell'arte (selezione)
- "La creatividad de las mujeres. Pintura y reconocimiento público", in VV.AA. (2015) Mujeres del Salón de la Plástica Mexicana, CONAULTA, INBA, pp. 21–23 ISBN 9786076052556
- Siete pintores de una generación sin nombre (in collaborazione con Rosario Galo Moya sugli artisti: Carlos Gutiérrez Angulo, José Luis García, Gabriela Arévalo, Rafael Charco, María Romero, Guillermo Scully y Sara María Terrazas. Il lavoro ha ricevuto il Premio Nacional Bellas Artes Luis Cardoza y Aragón dalla Crítica de Artes Plásticas)
- Entraña de volcán. Pigmento y experimentación en la obra de Carlos Gutiérrez Angulo (fotografie di Irma Villalobos), Instituto Mexiquense de Cultura, Toluca, Messico, 2004

## Traduzioni (selezione)
- Gioacchino Gargallo Di Castell Lentini, Historia de la Historiografia Moderna, 4 volumi, trad. dall'italiano da Francesca Gargallo, Editorial UACM, México, 2009. Tomo I: Il secolo XVIII (ISBN 9789689259206), Tomo II: Hegel storico (ISBN 9789689259220); Tomo III: La historiografía del Consulado y el Imperio (ISBN 9789689259213); Tomo IV: La historiografía liberal de la conquista franca de las Galias (ISBN 9789689259350)
- Zuffa, Grazia, “Si el sexo se vuelve cabildeo: opciones y significados diversos de la representación”, trad. dall'italiano da Francesca Gargallo, in Debate feminista, anno 4, vol. 7, marzo 1993, pp. 96–99 ISSN 0188-9478

## Premi e riconoscimenti
- 2012  Menzione d'onore del Premio Libertador al Pensamiento Crítico, Ministerio de Cultura de la República Bolivariana de Venezuela, per il libro Feminismos desde el Abya Yala.
- 2011 Medaglia Omecihuatl, Instituto de las Mujeres Ciudad de México el Gobierno del Distrito Federal.[12]
- 2010, Premio Bellas Artes Luis Cardoza y Aragón para Crítica de Artes Plásticas, per il libro Siete pintores de una generación sin nombres (scritto in collaborazione con Rosario Galo Moya)[13]
- 2006 Prima Menzione d'onore del Premio Libertador per il Pensiero Crítico (creato nel 2005), Ministerio de Cultura de la República Bolivariana de Venezuela, per il libro Ideas Feministas Latinoamericanas.[14]
- 2001  Primo Posto nel Premio sulla conoscenza storica del pensiero caraibico, assegnato dall'Editorial Siglo XXI, l'UNESCO y el Gobierno de Quintana Roo, per il libro Garífuna Garínagu, Caribe.